# Marie d'Autriche
Pour les articles homonymes, voir Marie et Marie-Valérie d'Autriche.
Pour son portrait, voir Marie d'Autriche (Vélasquez).
Marie d'Autriche, infante d'Espagne (née le 21 juin 1528 à Madrid et morte dans la même ville le 26 février 1603) est impératrice du Saint-Empire, reine de Germanie, de Bohême et de Hongrie et archiduchesse d'Autriche par son mariage avec Maximilien II du Saint-Empire.

## Biographie
Marie est la première fille de Charles Quint et d'Isabelle de Portugal. La petite infante grandit entre Valladolid et Tolède. Elle ne verra pas beaucoup son père souvent absent pour ses affaires ni beaucoup plus sa mère qui assume la régence. Cette dernière meurt à Tolède âgée de 35 ans à la suite de son sixième accouchement alors que Marie n'a que 10 ans. L'empereur Charles veut régler ses rapports avec le Saint-Empire, pour cela, neuf ans après la mort de sa mère, Marie âgée de 20 ans, épouse le 15 septembre 1548 Maximilien d'Autriche, son cousin. De cette union naissent seize enfants dont seulement neuf survivent :
- Anne d'Autriche (1549 – 1580) qui épouse en 1570 Philippe II (1527 – 1598), roi d'Espagne et de Portugal ;
- Ferdinand (1551 – 1552) ;
- Rodolphe II du Saint-Empire (1552 – 1612), futur empereur du Saint-Empire ;
- Ernest d'Autriche (1553 – 1595), futur gouverneur des Pays-Bas espagnols ;
- Élisabeth d'Autriche (1554 – 1592) qui épouse en 1570 Charles IX (1550 – 1574), roi de France ;
- Marie (1555 – 1556) ;
- Matthias Ier du Saint-Empire (1557 – 1619), futur empereur du Saint Empire ;
- un fils mort-né le 20 octobre 1557 ;
- Maximilien III d'Autriche (1558 – 1618), archiduc d'Autriche de 1612 à 1618 ;
- Albert d'Autriche (1559 – 1621), qui épouse en 1599 Isabelle-Claire-Eugénie d'Espagne, fille de Philippe II ;
- Wenceslas d'Autriche (1561 – 1578), Grand-prieur de l'Ordre de Malte de Castille ;
- Frédéric (1562 – 1563) ;
- Marie (1564 – 1564) ;
- Charles (1565 – 1566) ;
- Marguerite (1567 – 1633), fiancée au roi Philippe II d'Espagne, entre chez les Clarisses de Madrid en 1584 ;
- Éléonore (1568 – 1580).

Peu de temps après son mariage, Marie doit assumer la régence d'Espagne jusqu'en 1553. Le 22 octobre 1555, son père Charles Quint abdique laissant le trône du Saint Empire à son frère Ferdinand, beau-père de Marie, et le trône d'Espagne à son fils Philippe. Peu de temps après, Marie assume de nouveau la régence conjointement avec sa sœur Jeanne. Charles Quint meurt le 21 septembre 1558 au monastère de Yuste.
Le 20 septembre 1562, elle est couronnée reine de Bohême à Prague, puis, reine de Germanie à Francfort le 30 novembre 1562 et ensuite le 8 septembre 1563, reine de Hongrie. Peu après ses fils quittent l'Autriche afin d'être élevés par leur oncle Philippe II. Le 25 juillet 1564, l'empereur Ferdinand meurt à 61 ans. Marie devient avec son époux impératrice du Saint-Empire.
En 1570, sa fille aînée Anne devient l'épouse de son oncle, Philippe II, roi d'Espagne. Elle succède à Élisabeth de France, morte en couches deux ans plus tôt. Peu de temps après, sa seconde fille Élisabeth devient reine de France en épousant le roi Charles IX.
En février 1573, elle devient une des marraines de sa petite-fille, Marie-Élisabeth de France, fille de France, fille de Charles IX et de sa fille Élisabeth d'Autriche, l'autre marraine de l'enfant étant la reine Élisabeth Ire d'Angleterre. Le 7 septembre 1573, sa sœur Jeanne meurt d'une tumeur âgée de 38 ans, à San Lorenzo del Escorial. Elle est ensevelie au monastère des Déchaussées royales qu'elle a fondée 14 ans plus tôt.
Le 12 octobre 1576, son époux Maximilien meurt. Son fils aîné Rodolphe sur qui elle a une grande influence lui succède. Le 26 octobre 1580, sa fille aînée Anne meurt.
Fin 1581, elle se dirige vers l'Espagne avec sa fille Marguerite qui est destinée à épouser le roi Philippe II, veuf de l'archiduchesse Anne. Arrivant de Gênes puis de Marseille, elle accoste à Collioure le 12 décembre 1581 puis se dirige vers Perpignan dix jours plus tard pour y passer les fêtes de Noël. Marie d'Autriche et sa fille reprennent ensuite la route vers l'Espagne. Cependant, cette dernière préfère entrer au couvent et le roi ne se remarie pas. Le 13 septembre 1598, son frère Philippe II meurt au palais de l'Escurial. Son fils aîné Philippe lui succède sous le nom de Philippe III. L'année suivante, il épouse Marguerite d'Autriche-Styrie. La jeune reine aura avec l'impératrice douairière une profonde influence sur le roi.
Marie finit ses jours dans le monastère de sa sœur. Elle s'y éteint le 26 février 1603, âgée de 74 ans.
Depuis 1587, le prêtre-compositeur Tomás Luis de Victoria soutenait la vie spirituelle de cette souveraine, dans leur monastère. À la suite du trépas de l'impératrice, Victoria composa son deuxième requiem Officium Defunctorum en faveur des obsèques impériales. Cet ouvrage est considéré, de nos jours, comme sommet de la musique du siècle d'or en Espagne.